# Сорін Ігор Володимирович
Сорін Ігор Володимирович (рос. Сорин, Игорь Владимирович (при народженні, по батькові — Райберг; 10 листопада 1969, Москва — 4 вересня 1998, Москва) — радянський і російський поет, музикант, артист, колишній соліст поп-групи «Иванушки International» (1995—1998).

## Кар'єра
З 1995 по березень 1998 роки був солістом популярної групи «Иванушки International». На прослуховуванні майбутні учасники гурту виконували пісню «Розумієш» на вірші Ігоря Соріна, яка згодом стала відомою у виконанні учасників «Фабрики зірок-1». Продюсер гурту Ігор Матвієнко згадував, що спочатку Ігор співав «таким трохи джазовим голосом, не дуже цікаво; але потім, пропрацювавши три роки, він прямо розкрився». Після успіху «Іванушек» квартиру Ігоря брали в облогу натовпи прихильниць, які залишали на стінах під'їзду розписи та «послання кохання».
Попри радість успіху групи, виступи під фонограму викликають у Соріна творчу незадоволеність. Він починає з'являтися у столичних клубах, виявляє інтерес до електронної музики. Незважаючи на шалену популярність «Іванушек», Ігор Сорін вирішив розлучитися з групою, залишивши колектив 3 березня 1998. Після запису альбому «Твої листи» його у групі посів Олег Яковлєв.

## Падіння з висоти та смерть
1 вересня 1998 року, рано вранці, Ігор Сорін вистрибнув з балкона шостого поверху студії в будинку № 12 по вул. Вересаєва у Москві, де разом з музикантами групи «Формація DSM» працював над записом сольного альбому. О 07:10 ранку його доправили до московської міської лікарні № 71. Лікарі констатували перелом першого та п'ятого шийних хребців, забій нирок, повний параліч нижньої частини тіла, частковий параліч рук. Причини падіння залишилися невідомими: Сорін стверджував, що зістрибнув сам, але не міг пояснити чому. Для проведення операції було запрошено досвідченого спеціаліста міської лікарні № 67 професора А. Г. Аганесова. Було видалено п'ятий шийний хребець, замість якого поставили штифт імплантату, операція тривала близько п'яти годин, Сорін прийшов до тями, але перебував у реанімації, його відключили від апарата штучного дихання, він трохи ворушив пальцями рук.
Операція пройшла успішно, але серце Соріна не витримало. Він помер у п'ятницю 4 вересня 1998 року, о 18:30, не доживши два місяці до свого 29-річчя.
Через 15 років після трагедії солісти гурту «Іванушки» оприлюднили виданню «РБК» версії таємниці загибелі Ігоря Соріна.